# Saint-Illiers-le-Bois
Saint-Illiers-le-Bois là một xã thuộc tỉnh Yvelines, trong vùng Île-de-France, Pháp, cự ly khoảng 19 km về phía tây nam Mantes-la-Jolie.
Giáp với tỉnh Eure, Saint-Illiers-le-Bois là một xã nông nghiệp trên một cao nguyên.
Các xã giáp ranh là: Villiers-en-Désœuvre về phía tây và về phía nam, Saint-Illiers-la-Ville và Bréval về phía đông, Lommoye về phía bắc.